# Ahmes
Ahmes o Ahmòse (Egitto, XVII secolo a.C. – ...) è stato uno scriba egizio.

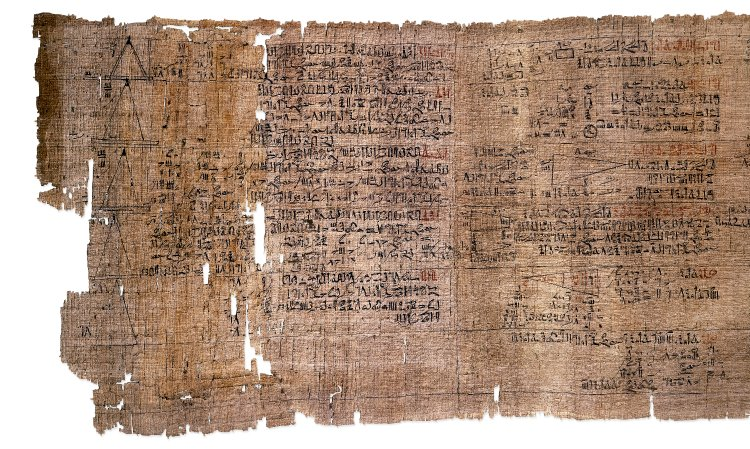
una porzione del Papiro di Rhind

Attorno al 1650 a.C. copiò nel così detto Papiro di Rhind, in ieratico, i calcoli matematici contenuti in una precedente opera che risalirebbe, secondo quanto affermato dello stesso Ahmes, al 1850 a.C.-1800 a.C.; il papiro tratta problemi di aritmetica con uso delle frazioni, problemi di algebra traducibili in equazioni di 1º grado, e calcoli di aree e volumi. Ahmes visse durante il regno del sovrano hyksos Aphophis.